# منشأة الزهري
قرية منشأة الزهري هي إحدى القرى التابعة لمركز العدوة بمحافظة المنيا في جمهورية مصر العربية. حسب إحصاءات سنة 2006، بلغ إجمالي السكان في منشأة الزهري 1521 نسمة، منهم 790 رجلا و731 امرأة.